# Dominicas de Kenosha
La Congregación Dominica de Santa Catalina de Siena de Kenosha (en inglés: Congregation of Dominican Sisters of St. Catherine of Siena of  Kenosha) es una congregación religiosa católica femenina, de vida apostólica y de derecho pontificio, fundada en 1951, tras la independencia de las casas de Estados Unidos de la Congregación Dominica de Santa Catalina de Siena de Portugal. A las religiosas de este instituto se les conoce como dominicas de Kenosha y posponen a sus nombres las siglas O.P

## Historia
La congregación tiene su origen en las Dominicas de Santa Catalina de Siena de Sintra (Portugal). Un grupo de religiosas de este instituto llegaron a los Estados Unidos, donde establecieron dos comunidades, una en Nueva York el 19 de febrero de 1911 y la otra en Baker City el 23 de marzo de 1911. De estas comunidades surgieron otras en Ontario (Oregón), Hanford (California) y Kenosha (Wisconsin), donde establecieron un noviciado en 1920. El 12 de noviembre de 1951, con la aprobación del papa Pío XII, las comunidades de Estados Unidos, se separaron de la casa madre de Sintra, formando un nuevo instituto religioso, con el nombre de Congregación Dominica de Santa Catalina de Siena, con casa madre en Kenosha. El 25 de noviembre de 1952, el instituto fue agregado a la Orden de Predicadores.

## Organización
La Congregación Dominica de Santa Catalina de Siena de Kenosha es una congregación religiosa de derecho pontificio y centralizada, cuyo gobierno es ejercido por una priora general, es miembro de la Familia dominica y su sede se encuentra en Kenosha (Wisconsin).
Las dominicas de Kenosha se dedican a la predicación del Evangelio. En 2017, el instituto contaba con 8 religiosas y 2 comunidades, presentes únicamente en Estados Unidos.